# دروس خصوصية بين الأقران على مستوى الفصل
يُعدّ التدريس بين الأقران على مستوى الفصل أحد أشكال التعليم بوساطة الأقران، وقد استُخدم في فصول المدارس الابتدائية والمتوسطة والثانوية. في هذا النظام، يُشكّل الطلاب أزواجًا ويتناوبون على أدوار المعلم والطالب. ويكسب الطلاب نقاطًا لفرقهم من خلال المشاركة في التدريس، ويُكرّم الفريق الفائز. وقد أجرى الباحثون تحقيقات حول فعالية التدريس بين الأقران على مستوى الفصل في العديد من المجالات الأكاديمية المختلفة.

## الوصف
التدريس بين الأقران على مستوى الفصل هو شكل من أشكال التعليم بوساطة الأقران حيث يقوم المعلم بإنشاء أزواج من الطلاب الذين يشغلون أدوار المعلم والطالب بالتناوب. يطرح المعلم الأسئلة ويسجل النقاط ويقدم ملاحظات حول ما إذا كانت استجابة الطالب تتطابق مع الإجابة الصحيحة التي حددها المعلم. يجيب الطالب شفويًا و/أو كتابيًا على الأسئلة ويتدرب على الإجابة الصحيحة ثلاث مرات عند ارتكاب أخطاء. يشرف المعلم على التدريس ويمنح نقاطًا للتدريس الجيد. يتم تقسيم أزواج الطلاب في الفصل الدراسي إلى فريقين، ويكسبون نقاطًا لفريقيهم من خلال الإجابة على الأسئلة بشكل صحيح وتصحيح إجاباتهم غير الصحيحة والتدريس بشكل مناسب. في نهاية الأسبوع، يتم التعرف على الفريق الذي حصل على أكبر عدد من النقاط على أنه الفريق الفائز. تم استخدام التدريس بين الأقران على مستوى الفصل لمساعدة الطلاب على تعلم التهجئة وحقائق الرياضيات وقراءة الكلمات الأساسية وطلاقة القراءة والمفردات والحقائق المتعلقة بمجال الدراسة. يبدو أن هناك عددًا أكبر من الدراسات المنشورة حول سي دبليو بي تي ذات النتائج الإيجابية في مجال التهجئة مقارنةً بمجالات أخرى. وقد استُخدمت تقنية التدريس بين الأقران على مستوى الفصل مع عدة مستويات عمرية مختلفة: ما قبل المدرسة، والمرحلة الابتدائية، والمرحلة الإعدادية، والمرحلة الثانوية. طُوِّرت تقنية التدريس بين الأقران على مستوى الفصل وجُرِبَت عليها الأبحاث في أوائل الثمانينيات في مشروع أطفال جونيبر جاردنز بجامعة كانساس.

## الأساس المنطقي
يقترح مطورو التدريس بين الأقران على مستوى الفصل أن هذه التقنية توفر للطلاب المزيد من الفرص لممارسة المحتوى أو المهارات، وتشجعهم على الانخراط في التعلم النشط، وتسمح لهم بتلقي ردود فعل فورية. ويُعتقد أيضًا أن التدريس بين الأقران على مستوى الفصل توفر للطلاب ممارسة استخدام المهارات الاجتماعية.

## تقييم الفعالية
نتائج البحث
كان التدريس بين الأقران على مستوى الفصل فعالاً في تدريس التهجئة لكل من الطلاب في التعليم العام والطلاب الذين يعانون من اضطراب نقص الانتباه وفرط النشاط والإعاقات الذهنية الخفيفة وصعوبات التعلم. ساعد التدريس بين الأقران على مستوى الفصل في تحسين الاحتفاظ بالكلمات البصرية وطلاقة القراءة للطلاب ذوي التحصيل الدراسي المتوسط والتحصيل الدراسي المنخفض وصعوبات التعلم. كما ثبت أن التدريس بين الأقران على مستوى الفصل يحسن طلاقة الحقائق الرياضية بين الطلاب ذوي الإعاقة وغير المعاقين، وقد زاد من درجات التحصيل في الرياضيات لطلاب المدارس المتوسطة المصابين باضطراب نقص الانتباه وفرط النشاط. هناك أيضًا أدلة على أن التدريس بين الأقران على مستوى الفصل يساعد الطلاب من مختلف الأعمار على تعلم الحقائق، مثل معلومات الصحة والسلامة والمواد التاريخية ومفاهيم الدراسات الاجتماعية. كما تم توثيق أن العلاج بالتمرين المستمر له تأثيرات إيجابية على المهارات الاجتماعية وعدد التفاعلات الاجتماعية للطلاب ذوي الإعاقات الخفيفة والتوحد عالي الأداء. وهناك أيضًا بحث يوضح فعالية العلاج بالتمرين المستمر في تعليم الطلاب من مختلف الأعمار ومستويات القدرة المهارات البدنية مثل الإمساك وضرب الكرة بالمضرب ومهارات الإنعاش القلبي الرئوي.
التقييم كممارسة قائمة على الأدلة
تصنيف ما الذي ينجح؟
قام مركز "ما الذي ينجح" التابع لوزارة التعليم الأمريكية بتقييم فعالية برنامج التدريس بين الأقران على مستوى الفصل في مجالي التحصيل القرائي العام وتعلم اللغة الإنجليزية. أسفرت هذه التقييمات عن تقييم فعالية "يحتمل أن يكون إيجابيًا" في مجال التحصيل القرائي العام لطلاب المرحلة الابتدائية، بينما لم يُقيّم برنامج اللغة الإنجليزية كلغة ثانية نظرًا لعدم استيفاء أي دراسات حالية لمعايير التقييم الخاصة بمركز "ما الذي ينجح". لا يقدم مركز "ما الذي ينجح" حاليًا تقارير عن فعالية برنامج التدريس بين الأقران على مستوى الفصل في أي مجالات أخرى.
تصنيف شبكة الممارسات الواعدة
تعتبر شبكة الممارسات الواعدة برنامج التدريس بين الأقران على مستوى الفصل "برنامجًا مُثبتًا". وينص الموقع الإلكتروني على أن برنامج التدريس بين الأقران على مستوى الفصل يستوفي جميع معايير "البرنامج المُثبت" من خلال وجود نتائج بحثية تندرج ضمن فئة المجالات التي يستهدفها الموقع، ووجود نتيجة واحدة على الأقل تتغير بنسبة 20% أو 0.25 انحراف معياري، ووجود نتيجة واحدة على الأقل ذات حجم تأثير ذي دلالة إحصائية وذات معنى، ووجود دراسات تستخدم مجموعات مقارنة، ودراسات بعينات من 30 فردًا أو أكثر، وإتاحة نتائج البحث للجمهور.

## الانتقادات
أظهرت بعض الدراسات أن التدريس بين الأقران على مستوى الفصل لها مزايا قليلة مقارنة بالطرق التقليدية للتدريس في الفصول الدراسية مع طلاب المدارس المتوسطة أو الثانوية، مثل التدريس الذي يركز على المعلم أو الممارسة المستقلة. وجد الباحثون أيضًا أنه في حين أن التدريس بين الأقران على مستوى الفصل قد يزيد من التفاعلات الاجتماعية الإيجابية للطلاب المصابين باضطراب فرط الحركة ونقص الانتباه أثناء التدريس، إلا أنه لا يؤثر بالضرورة على سلوكهم الاجتماعي في بيئات أخرى.